# 金鼎銘
金鼎銘，贵州長順人，清朝政治人物、同進士出身。
嘉慶十九年（1814年）甲戌科進士，三甲八十七名，后官思南府教授。